# Pareronia avatar
The Pale Wanderer Pareronia avatar là một loài bướm kích thước trung bình thuộc họ Pieridae, có màu vàng và trắng, được tìm thấy ở South and South-east Asia.

## Hình ảnh

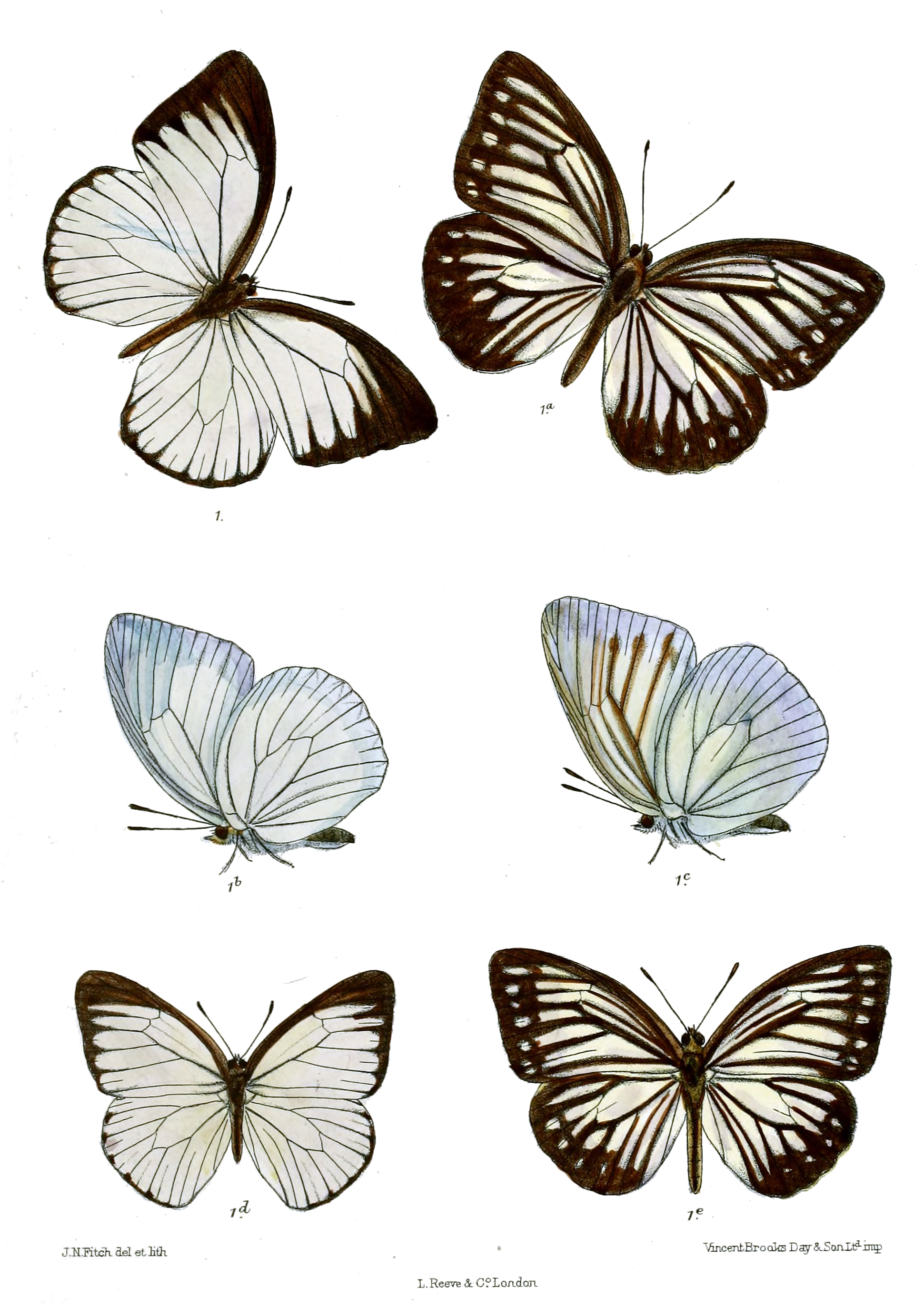
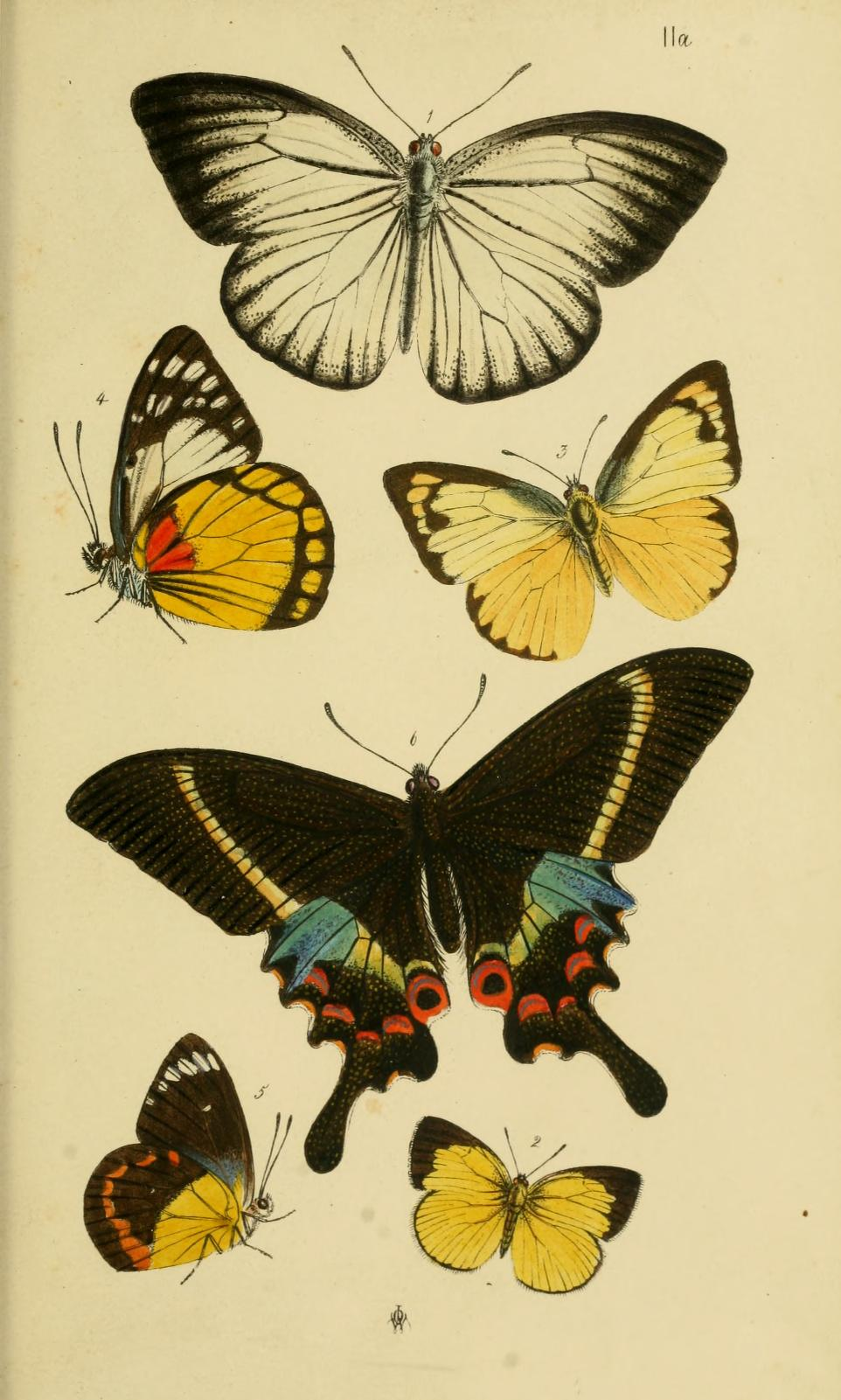
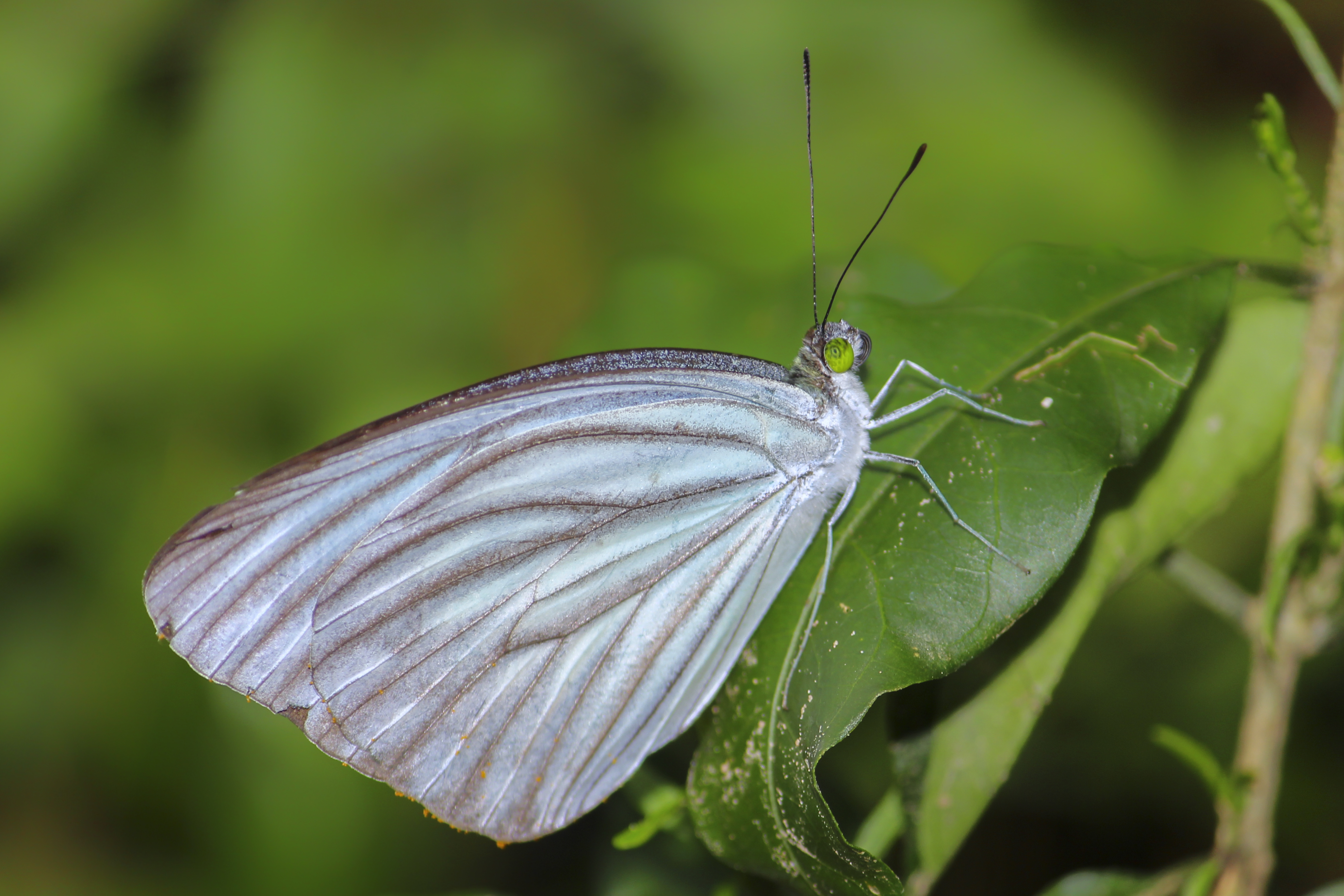